# Prepaid creditcard
Een prepaid creditcard is een vooraf oplaadbare creditcard, ook wel debetkaart genoemd. 
Ondanks dat de term prepaid creditcard vaak wordt gebruikt in Nederland, is deze technisch onjuist. Mastercard en Visa hanteren de Bank Identification Number (BIN) types, Prepaid, Debit en Credit voor de uitgifte van betaalkaarten. Wanneer er gerefereerd wordt naar prepaid creditcards, dan kunnen dat prepaid cards of debit cards zijn. In het geval van debit cards, dienen deze niet gekoppeld te zijn aan een bankrekening om een vergelijkbare ervaring te geven. Daarnaast is er nog een onderscheid te maken in eenmalige of wegwerp cards of herlaadbare cards, en zijn ze verkrijgbaar in plastic, digitaal of virtueel. Een digitale card is de online versie van een fysieke card, en een virtuele card bestaat alleen online. 
Op de prepaid creditcard stort je vooraf geld en is dat je bestedingslimiet. Daarmee is het een relatief veilig betalingsmiddel. Bij een creditcard daarentegen betaal je de rekening achteraf of gespreid, waardoor dit schulden in de hand kan werken.  
Een prepaid creditcard heeft vrijwel dezelfde mogelijkheden als een standaard creditcard, al kan de acceptatie online beperkter zijn. Met name prepaid cards kunnen een lagere acceptatie hebben online ten opzichte van debit en creditcards. Aanbieders van maandelijkse abonnementen geven doorgaans de voorkeur aan echte creditcards, omdat deze structureel belast kunnen worden. 
De prepaidkaart wordt vaak door mensen gebruikt die geen creditcard wensen maar wel in webwinkels of in het buitenland willen betalen. Omdat er op een prepaid creditcard geen krediet wordt verleend kan de kaart ook worden aangevraagd door mensen met geen of een laag inkomen of met een negatieve BKR-registratie. 
Voor het gebruik van de prepaid creditcard vraagt de aanbieder meestal een jaarlijkse bijdrage plus een vast bedrag of percentage per keer dat de kaart wordt opgewaardeerd.
De in Nederland verkrijgbare prepaid creditcards maken gebruik van de netwerken van Mastercard of VISA.